# Jiří Ostermann
Jiří Ostermann (* 4. Oktober 1935 in Prag; † 2. September 1990 in Toronto) war tschechischer Rezitator, Texter, Schauspieler. In der Tschechoslowakei der 1960er Jahre galt er als Propagator der Beatnik-Poesie und des Jazz. Er war 1963 der Gründer der Prager poetischen Weinstube und des späteren Theaters Viola.

## Leben
Ostermann fing bereits in den 1950er Jahren an, auf der Bühne zu rezitieren; während seines Militärdienstes 1955/56 wirkte er im Theater in Český Těšín. Ab 1962 trat er mit einigen weiteren Vortragskünstlern in einer losen Vereinigung auf, die sich Poetický kabaret (Poetisches Kabarett) nannte und in Prag Räumlichkeiten für ihre Auftritte suchte. 1963 fand er diese und war Hauptinitiator bei der Gründung der ständigen Bühne Viola, die sich unweit des Theaters und Jazz-Clubs Reduta befand.
In den folgenden zwei Jahren, in denen Ostermann Viola leitete, wurde Viola eine für das damalige Osteuropa ungewohnt freie Stätte für Experimente mit der Poesie der Beat Generation (in Prag hießen die Protagonisten dieser Dichterrichtung Beatniks), wo Werke von Lawrence Ferlinghetti, Gregory Corso, Jack Kerouac wie auch Allen Ginsberg täglich rezitiert wurden. Der Korrespondent der The New York Times, Paul Underwood, schrieb in der Ausgabe vom 20. Oktober 1963: „... Es ist überraschend, so einen Ort in der von Kommunisten beherrschten Tschechoslowakei zu finden ... Es ist der Typ eines New-Yorker-Klubs in Greenwich Village ...“
Wegen Unstimmigkeiten über die weitere Programmausrichtung der Bühne verließ Ostermann 1965 Viola. 1968 emigrierte er nach Kanada, wo er in Edmonton, Vancouver, Windsor und Toronto lebte. Zusammen mit Jiří Martínek, seinem Mitstreiter aus der Viola-Zeit, der ihm nach Kanada folgte, unternahm er Versuche, seine Arbeit, wie er sie in Viola ausrichtete, fortzusetzen – sie scheiterten in erster Linie aus sprachlichen Gründen. Ostermann verdiente sein Geld lange Zeit als Kellner. 1990 besuchte er für drei Wochen Prag. Nachdem er enttäuscht feststellte, dass die Viola-Ära 1963/1965 weitgehend vergessen wurde, kehrte er zurück nach Toronto, wo er kurze Zeit später starb.

## Filmographie
- 1968: Kulhavý ďábel
- 1967: Muž, který stoupl v ceně
- 1967: Sedm havranů
- 1964: ... a pátý jezdec je Strach
- 1962: Letos v září

## Drehbücher
Ostermann hat in der Zeit 1963 bis 1965 einige Aufführungen in Viola inszeniert, unter anderem folgende:
- Komu patří jazz, Uraufführung am 22. Juli 1963, 100 Wiederholungen
- Klaunyjáda damúr, Uraufführung am 12. August 1963, 25 Wiederholungen
- Poezie Allena Ginsberga, Uraufführung am 28. September 1963, 61 Wiederholungen
- Džez náš vezdejší, Uraufführung am 20. März 1964, 61 Wiederholungen
- Startuji ze San Francisca, Uraufführung am 24. Juni 1964, 15 Wiederholungen
- Poezie Gregory Corsa, Uraufführung am 14. Oktober 1964, 17 Wiederholungen